# Primula reflexa
Primula reflexa är en viveväxtart som beskrevs av Marcel Georges Charles Petitmengin. Primula reflexa ingår i släktet vivor, och familjen viveväxter. Inga underarter finns listade i Catalogue of Life.